# Growshop
En growshop er en butik, der sælger produkter, der anvendes i forbindelse med at dyrke planter – særligt hamp – indendørs. Konceptet adskiller sig fra headshop, der sælger tilbehør til rygning